# Ahmed Huber
Pour les articles homonymes, voir Huber.
Ahmed Huber, né Albert Friedrich Armand Huber le 25 mars 1927 dans le canton de Fribourg et mort le 15 mai 2008 à Muri bei Bern, est un gestionnaire de banque et un journaliste suisse, converti à l'Islam. Il était l'un des cinq dirigeants de la banque Al-Taqwa qui fut au centre d'une controverse à la suite des liens qu'elle entretenait avec des organisations islamistes terroristes telle qu'Al-Qaïda, selon l'administration Bush. Les autorités allemande, suisse et américaine, le considèrent comme un extrémiste de droite ainsi qu'une « passerelle mondiale entre le négationnisme et l'antisémitisme islamiste ».

## Biographie
Ahmed Huber est né dans une famille protestante sous le nom d'Albert Friedrich Armand Huber. À la fin des années 1950, il est actif dans le Parti socialiste suisse (il en sera exclu en 1994,,) et il noue alors des rapports avec l'Islam lors de son soutien au mouvement indépendantiste algérien pendant la Guerre d'Algérie. Il étudie ensuite l'Islam à Genève dans un centre des Frères musulmans, puis part pour l'Égypte sur les conseils de l'ambassadeur d'Égypte en Suisse, Fathi al-Dhib, et se convertit à l'Islam là-bas en 1962,. Il prend pour nom Ahmed Abdallah Ramadan al-Swissri.
Jusqu'en 1981, Ahmed Huber travaille principalement comme rédacteur du Palais fédéral pour le département suisse de l'agence de presse Deutscher Depeschendienst à Berne, sous la direction rédactionnelle de Wolfgang Kenntemich, puis sous celle d'Urs C. Grassi. Huber travaille ensuite pour la maison d'édition Ringier.

### Relations avec le nazisme et l'islamisme
En Égypte, il fait la connaissance de Mohammed Amin al-Husseini, grand mufti de Jérusalem, collaborateur nazi ainsi que membre de la SS, à propos duquel Huber s'exprime positivement en 1965 lors d'un entretien, et de Johann von Leers, l'un des auteurs antisémites les plus radicaux du IIIe Reich, qui s'est converti à l'Islam sous le nom d'Omar Amin von Leers et qui a un rôle-clé en tant que propagandiste pour Gamal Abdel Nasser,,. Après son retour en Suisse, Huber devient un familier de l'avocat et banquier François Genoud. Dans les années 1970 et 1980, Huber intensifie ses contacts avec l'extrême gauche et les islamistes, principalement avec le régime chiite de l'Ayatollah Khomeini.

## Cinéma
Il apparaît dans le documentaire L'Avocat de la terreur de Barbet Schroeder, témoignant des relations existantes entre l'avocat Jacques Vergès et le banquier François Genoud.